# Eagles LFA
Los Eagles fue un equipo profesional mexicano de fútbol americano con sede al norte de la Ciudad de México. Pertenecieron a la Liga de Fútbol Americano Profesional de México (LFA), y junto con los Condors, Mayas y Raptors fungieron como uno de los 4 equipos fundadores de la liga en la temporada LFA 2016.
El 5 de octubre de 2017 desaparecen para dar paso a los Mexicas LFA.

## Historia
El equipo fue fundado en noviembre de 2015, con miras a la participación en la temporada inaugural de la LFA en febrero del 2016. En esta y la siguiente temporada la LFA sería quien administraría directamente al equipo de los Eagles.

### Eagles LFA
La conformación del primer equipo se efectuó en dos etapas. La primera de ellas, del 29 de noviembre al 5 de diciembre, fue mediante la invitación directa de jugadores; y una segunda los días 5 y 6 de diciembre mediante pruebas abiertas o try-out. 
El nombre elegido para el equipo fue el de Eagles, debido a que se deseaba atraer a la afición del equipo de fútbol americano universitario Águilas Blancas del IPN, uno de los equipos con más fanáticos en el país. Por la misma razón sus colores fueron el rojo y blanco (los de Águilas Blancas son el guinda y blanco). 
Eagles debutaría en la LFA el 21 de febrero de 2016, cayendo 30-28 ante Condors, no obstante, conseguirían su primera victoria 7 días después, con marcador de 29-27 vs Raptors. En su primera temporada (2016) no pudieron llegar a playoffs. En la segunda temporada (2017) llegaron a la final del campeonato de la División Centro pero fueron derrotados 40-18 por Mayas.

### Mexicas LFA
La LFA al buscar hacer crecer la Liga, otorgó el 5 de octubre de 2017 en franquicia al equipo de Eagles al Dr. Marco Antonio Conde, director de la Universidad del Conde de Coatepec, Veracruz. En esta institución educativa los equipos deportivos usan el nombre de Mexicas por lo que con ello se efectuó la transformación del equipo de Eagles en su nombre, escudo y colores; creando un nuevo equipo que tendría en la temporada 2018 su primer Tazón México.

## Instalaciones
Aunque la sede del equipo fue al norte de la Ciudad de México, los juegos se llevan a cabo en el Estadio Jesús Martínez "Palillo" de la Ciudad Deportiva de La Magdalena Mixiuhca.

## Estadísticas
| Temporada | Entrenador       | Récord | Playoffs |
| --------- | ---------------- | ------ | -------- |
| LFA 2016  | Antonio Sandoval | 3-3    | NC       |
| LFA 2017  | José Campuzano   | 4-3    | 0-1      |

NC: No Clasificó